# (100927) 1998 MN1
(100927) 1998 MN1 es un asteroide perteneciente al cinturón exterior de asteroides, región del sistema solar que se encuentra entre las órbitas de Marte y Júpiter, descubierto el 16 de junio de 1998 por el equipo del Spacewatch desde el Observatorio Nacional de Kitt Peak, Arizona, Estados Unidos.

## Designación y nombre
Designado provisionalmente como 1998 MN1. 

## Características orbitales
1998 MN1 está situado a una distancia media del Sol de 3,215 ua, pudiendo alejarse hasta 3,653 ua y acercarse hasta 2,776 ua. Su excentricidad es 0,136 y la inclinación orbital 4,703 grados. Emplea 2105,62 días en completar una órbita alrededor del Sol.

## Características físicas
La magnitud absoluta de 1998 MN1 es 14,9. 